# Sheila Lerwill
Sheila Lerwill, geboren als Sheila Alexander, (* 16. August 1928 in London) ist eine ehemalige britische Leichtathletin. Die Hochspringerin wurde 1950 Europameisterin und 1952 Olympiazweite.
Der Springerin gelang, noch unter ihrem Geburtsnamen startend, 1950 ihr erster britischer Rekord von 1,69 Meter. Im gleichen Jahr gewann sie ihren ersten Landesmeistertitel. Bei den Europameisterschaften 1950 errang sie den Titel mit 1,63 Meter vor ihrer Landsfrau Dorothy Tyler und Galina  Ganeker aus der Sowjetunion, die beide die gleiche Höhe übersprangen.
Am 7. Juli 1951 gewann sie, mittlerweile verheiratet, ihren zweiten Meistertitel im Londoner White City Stadium. Mit 1,72 Meter übertraf sie dabei den neun Jahre alten Weltrekord von Fanny Blankers-Koen. Bei den Olympischen Spielen 1952 in Helsinki siegte die Südafrikanerin Esther Brand mit 1,67 Meter vor Lerwill mit 1,65 Meter und Alexandra Tschudina (Sowjetunion) mit 1,63 Meter. 
1953 und 1954 gewann Lerwill erneut den britischen Meistertitel. Im Mai 1954 sprang Tschudina mit 1,73 Meter einen neuen Weltrekord. Bei den British Empire and Commonwealth Games 1954 in Vancouver wurde Lerwill, für England startend, mit 1,57 Meter Vierte. Es gewann die aufstrebende Nordirin Thelma Hopkins mit 1,68 Meter vor Dorothy Tyler mit 1,60 Meter. 25 Tage später fand das Finale bei den Europameisterschaften in Bern statt. Während Tyler nicht antrat, siegte Hopkins mit 1,67 Meter. Lerwill wurde mit 1,60 Meter Fünfte.
Sheila Lerwill wurde von George Pallett trainiert. Die 1,71 Meter große Springerin hatte ein Wettkampfgewicht von 63 kg.